# Ladislau Gyémánt
Ladislau Gyémánt (n. 1947, Oradea) este un istoric român, specialist în istoria modernă și contemporană a Europei, preistoria construcției europene, istorie central-europeană în secolele 18-19; Istoria Transilvaniei; Istoria evreilor din România; Genealogie evreiască.
Autor a 31 de cărți și 115 studii de specialitate.

## Lucrări
- În colaborare cu Remus Câmpeanu, Anton Dörner, Florin Mureșan și Amalia Gyémánt (pentru indici și ilustrare), Conscripția fiscală a Transilvaniei din anul 1750, 2 volume, Editura Enciclopedică, București, 2009-2016.